# Василькевич Максим Ігорович
Макси́м І́горович Васильке́вич (23 лютого 1994, Львів, Україна — 2 січня 2023, ?) — український військовик, старший солдат 110-ї окремої механізованої бригади імені генерал-хорунжого Марка Безручка. Учасник боїв війни на сході у 2014—2016 роках, учасник відбиття російського повномасштабного нападу 2022—2023 років.

## Життєпис
Народився 23 лютого 1994 року у Львові. Навчався у середній загальноосвітній школі № 98. По закінченню школи вступив до Технічного фахового коледжу Національного університету «Львівська політехніка», де здобув професію радіомеханіка.
У 2014—2016 рр. — виконував бойові завдання у зоні проведення Антитерористичної операції у складі 80-ї окремої десантно-штурмової бригади Десантно-штурмових військ Збройних сил України. Після демобілізації працював за кордоном у будівельній сфері.
Із початком повномасштабного вторгнення Росії на Україну повернувся з-за кордону та добровільно вступив до лав Збройних сил. Боровся у складі 110-ї окремої механізованої бригади імені генерал-хорунжого Марка Безручка Сухопутних військ ЗСУ.
2 січня 2023 року, захищаючи Україну від російських окупантів, загинув.
Похований у Львові на Личаківському кладовищі.

## Нагороди
17 березня 2023 року за особисту мужність і самовіддані дії, виявлені у захисті державного суверенітету та територіальної цілісності України, зразкове виконання військового обов'язку удостоєний ордена «За мужність» ІІІ ступеня (посмертно)